# Thordisa ladislavii
Thordisa ladislavii (Ihering, 1886) è un mollusco nudibranchio della famiglia Discodorididae.